# Rohy
Rohy település Csehországban, a Třebíči járásban. Rohy Dolní Heřmanice, Oslavice, Osové, Oslavička, Hodov és Studnice településekkel határos. Lakosainak száma 114 fő (2024. január 1.).

## Népesség
A település lakosságának változását az alábbi diagram mutatja:
| Lakosok száma | 180  | 251  | 283  | 217  | 184  | 139  | 115  | 114  | 114  | 114  |
|               | 1869 | 1890 | 1921 | 1950 | 1980 | 2001 | 2017 | 2019 | 2022 | 2024 |